# Gulblommig hästkastanj
Gulblommig hästkastanj (Aesculus flava) är en kinesträdsväxtart som beskrevs av Daniel Solander och John Hope. Gulblommig hästkastanj ingår i släktet hästkastanjer, och familjen kinesträdsväxter. Arten förekommer tillfälligt i Sverige, men reproducerar sig inte. Inga underarter finns listade i Catalogue of Life.

## Bildgalleri

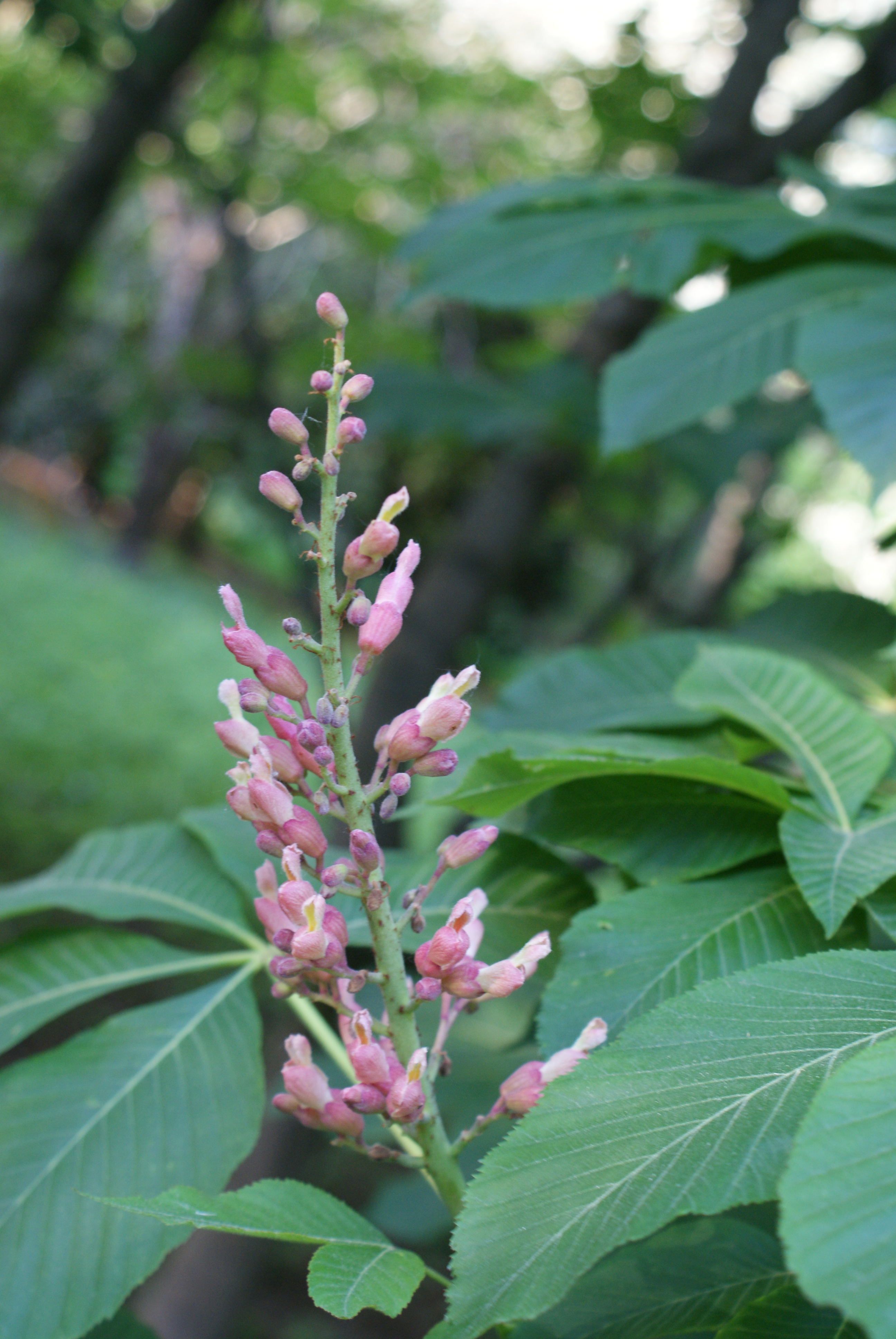
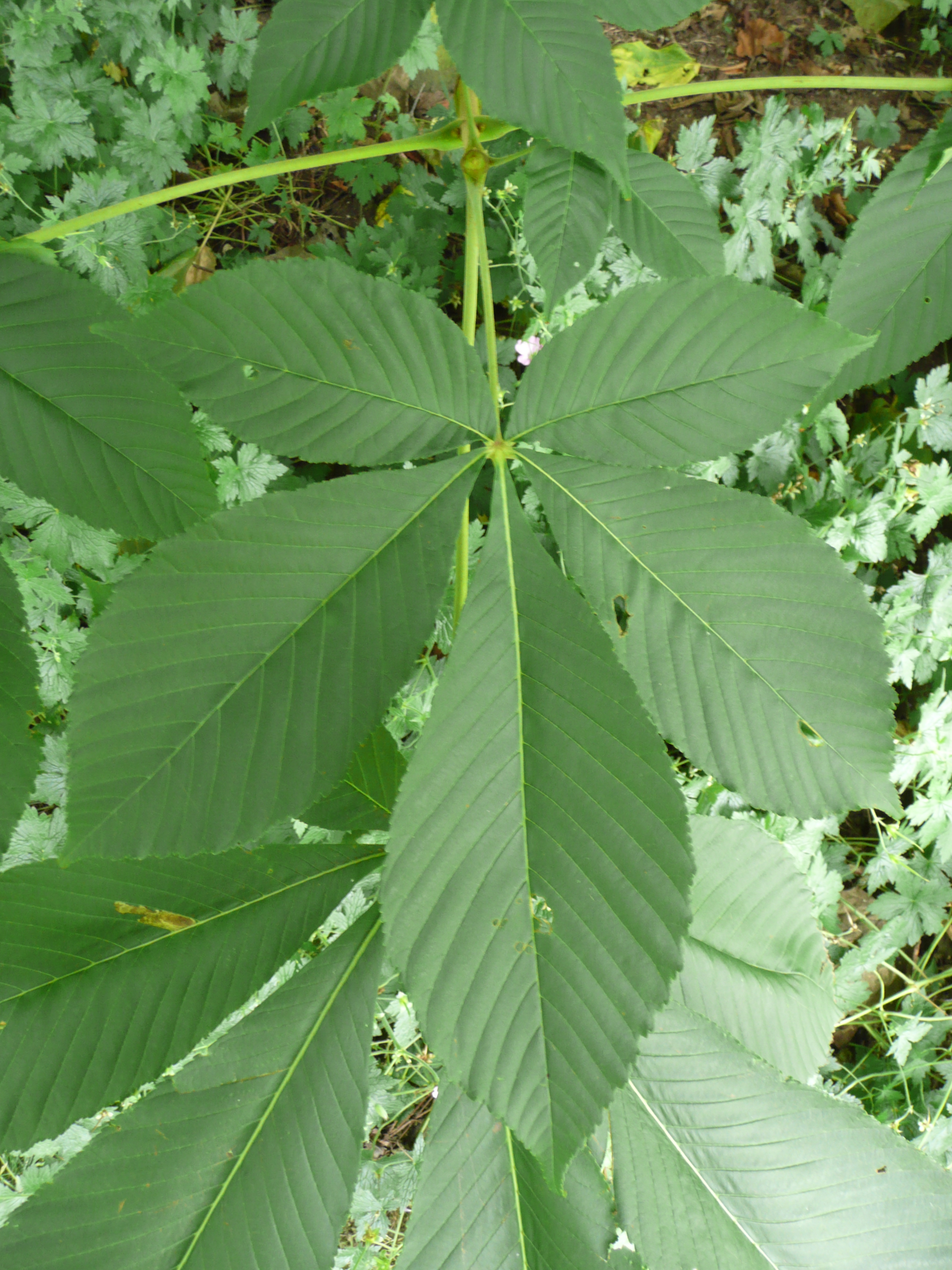
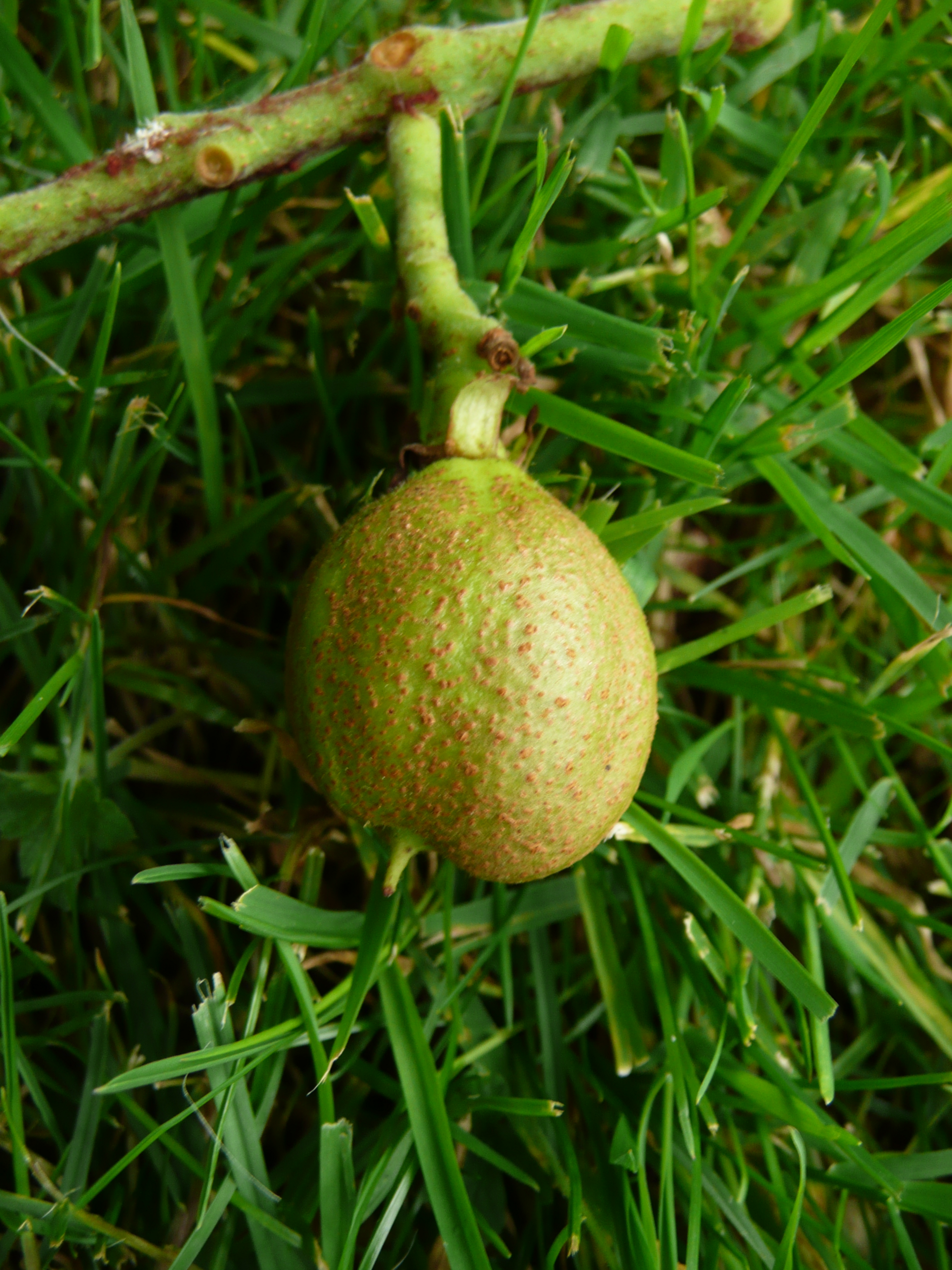